# فروپاشی فوتونی

نمودارهای برهمکنش نور-ماده

فروپاشی فوتونی (به انگلیسی: photodisintegration) فرایندی فیزیکی است طی آن پرتوهای گامای دارای انرژی بسیار بالا با هسته اتمی اندرکنش می‌کنند و باعث می‌شوند تا هسته اتمی به وضع پرتنش وارد شود و بی‌درنگ به دو یا چند هسته خواهر فروکاسته شود.
فروپاشی فوتونی می‌تواند در کسری از ثانیه آهنی که یک ستاره در طی میلیون‌ها سال آرام‌آرام در هسته خود جمع‌آوری کرده بوده را به هسته‌های هلیومی خرد کند.